# هارولد كولينز (سياسي)
هارولد كولينز (بالإنجليزية: Harold Collins)‏ هو سياسي أسترالي، ولد في 9 أغسطس 1887 في Alexandra, Victoria ‏ في أستراليا، وتوفي في 12 يوليو 1962 في بريزبان في أستراليا. نشط حزبياً في حزب العمال الأسترالي. وقد انتخب عضو المجلس التشريعي ولاية كوينزلاند.